# Большое Пермиево
Большое Пермиево — село в Никольском районе Пензенской области России. Входит в состав Казарского сельсовета.

## География
Село находится в северо-восточной части Пензенской области, в подзоне северной лесостепи, в пределах западного склона Приволжской возвышенности, на левом берегу реки Веж-Айвы, на расстоянии примерно 12 километров (по прямой) к юго-юго-западу от города Никольска, административного центра района. Абсолютная высота — 202 метра над уровнем моря.

### Климат
Климат характеризуется как умеренно континентальный, с холодной зимой и умеренно жарким летом. Средняя температура воздуха самого холодного месяца (января) составляет −13,3 °C (абсолютный минимум — −34 °C); самого тёплого месяца (июля) — 19,2 °C (абсолютный максимум — 39 °С). Безморозный период длится 126 дней. Годовое количество атмосферных осадков — 527 мм, из которых большая часть выпадает в период с апреля по октябрь. Устойчивый снежный покров образуется в конце ноября и держится в среднем 149 дней.

## Население
| 1709  | 1718  | 1748  | 1782  | 1864  | 1877  | 1897  |
| ----- | ----- | ----- | ----- | ----- | ----- | ----- |
| 164   | ↗248  | ↗564  | ↗1473 | ↘851  | ↗1218 | ↘1217 |
| 1911  | 1926  | 1930  | 1939  | 1959  | 1970  | 1979  |
| ↗1582 | ↗1630 | ↘1533 | ↘1489 | ↘1307 | ↘1218 | ↘939  |
| 1989  | 1996  | 2002  | 2010  |       |       |       |
| ↘735  | ↘572  | ↘412  | ↘241  |       |       |       |

### Национальный состав
Согласно результатам переписи 2002 года, в национальной структуре населения мордва составляла 82 % из 412 чел.